# Вейдемерен
Вейдемерен (нід. Wijdemeren, нід. вимова: [ˌʋɛidəˈmeːrə(n)] ( прослухати)) — муніципалітет у Нідерландах, у провінції Північна Голландія. Утворений 1 січня 2002 шляхом об'єднання колишніх муніципалітетів 'с-Гравеланд, Лосдрехт та Недергорст-ден-Берг.
Значну частину території муніципалітету займають численні озера.

## Населені пункти муніципалітету
Села
- Анкевен
- Ауд-Лосдрехт
- Кортенгуф
- Недергорст-ден-Берг
- Ню-Лосдрехт
- 'с-Гравеланд

Селища
- Брекелевен
- Гіндердам
- Мюєвелд
- Овермер

## Топографія
Нідерландська топографічна карта муніципалітету Вейдемерен, 2013.

## Галерея

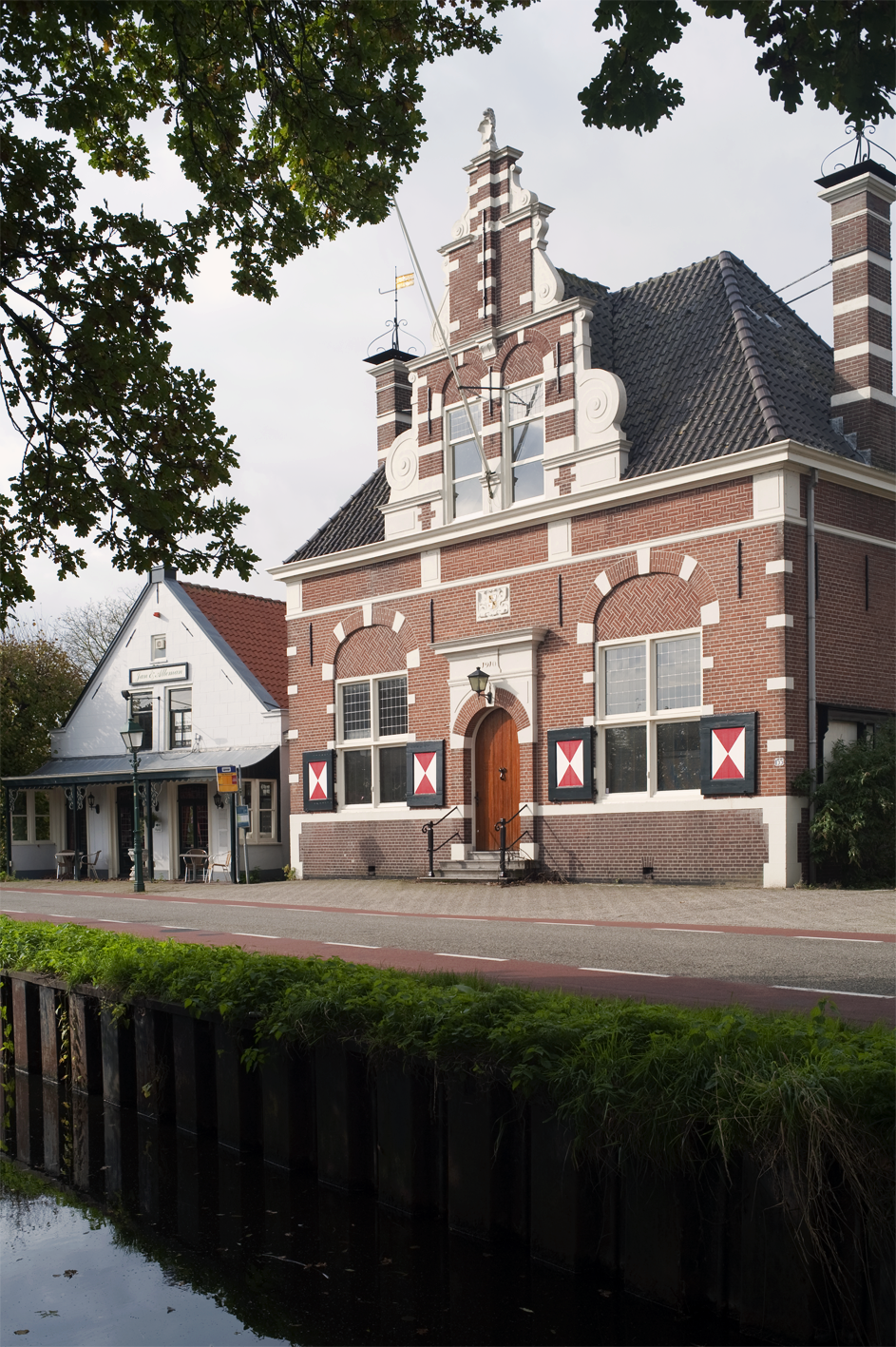
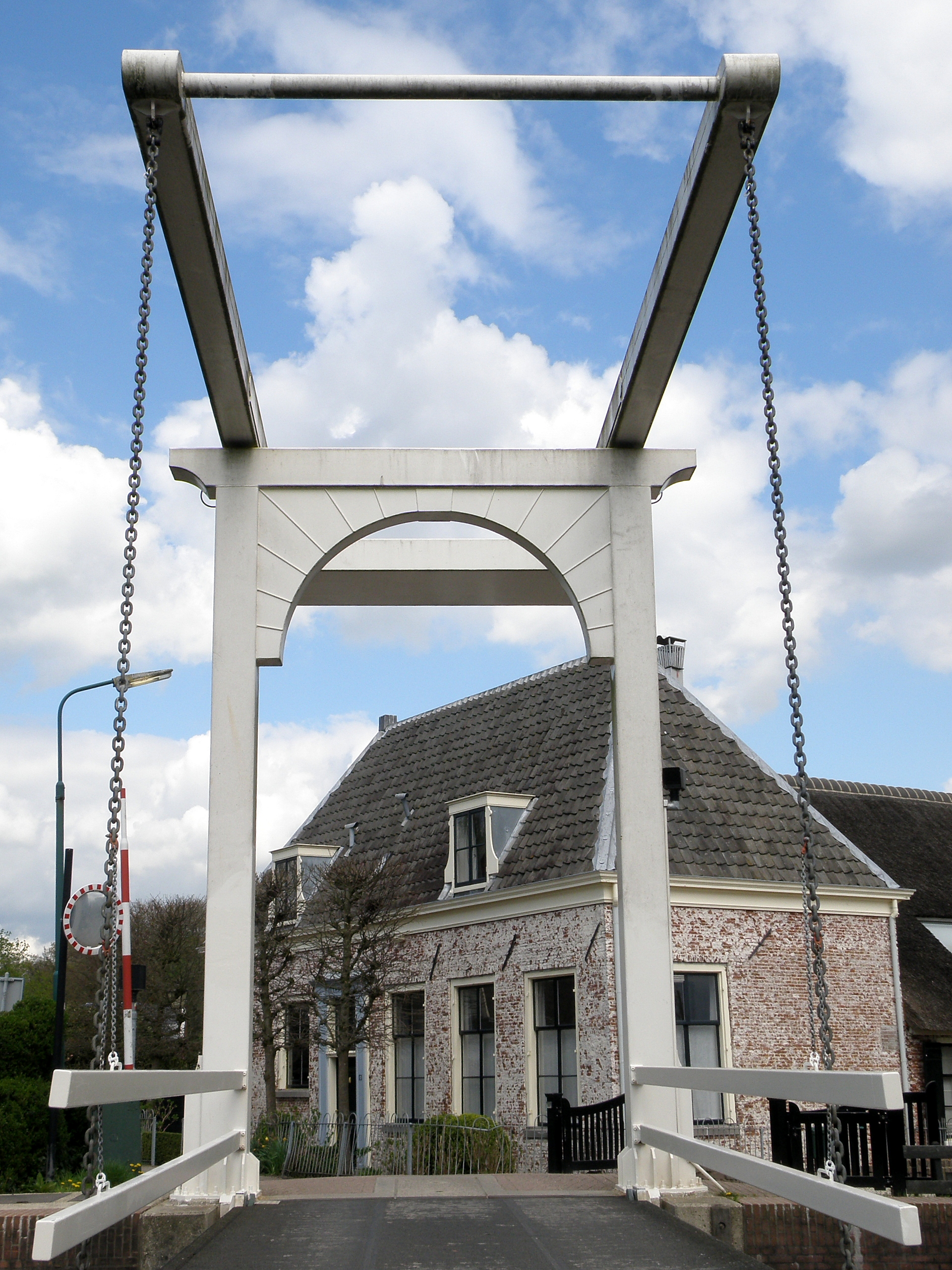
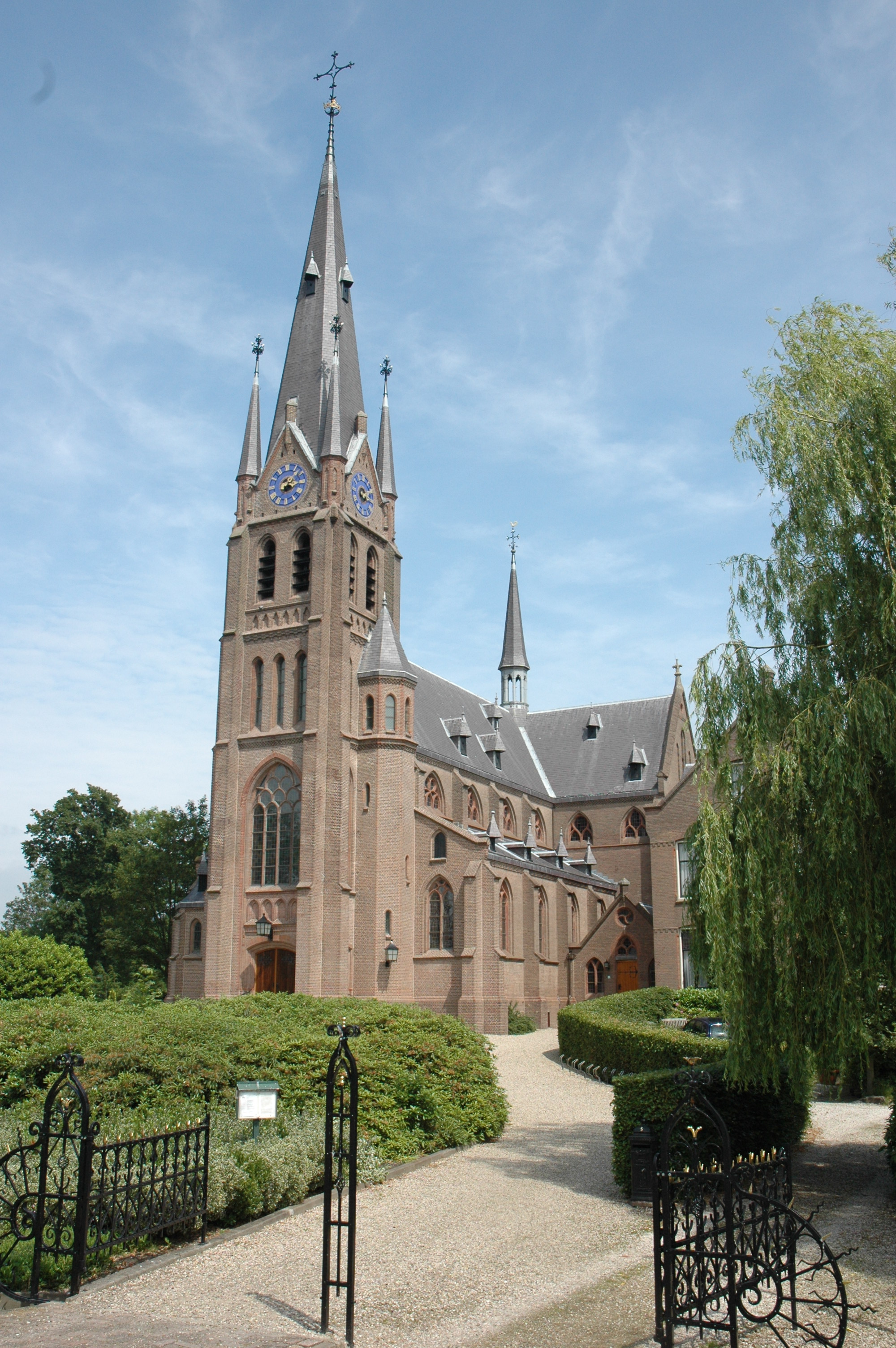
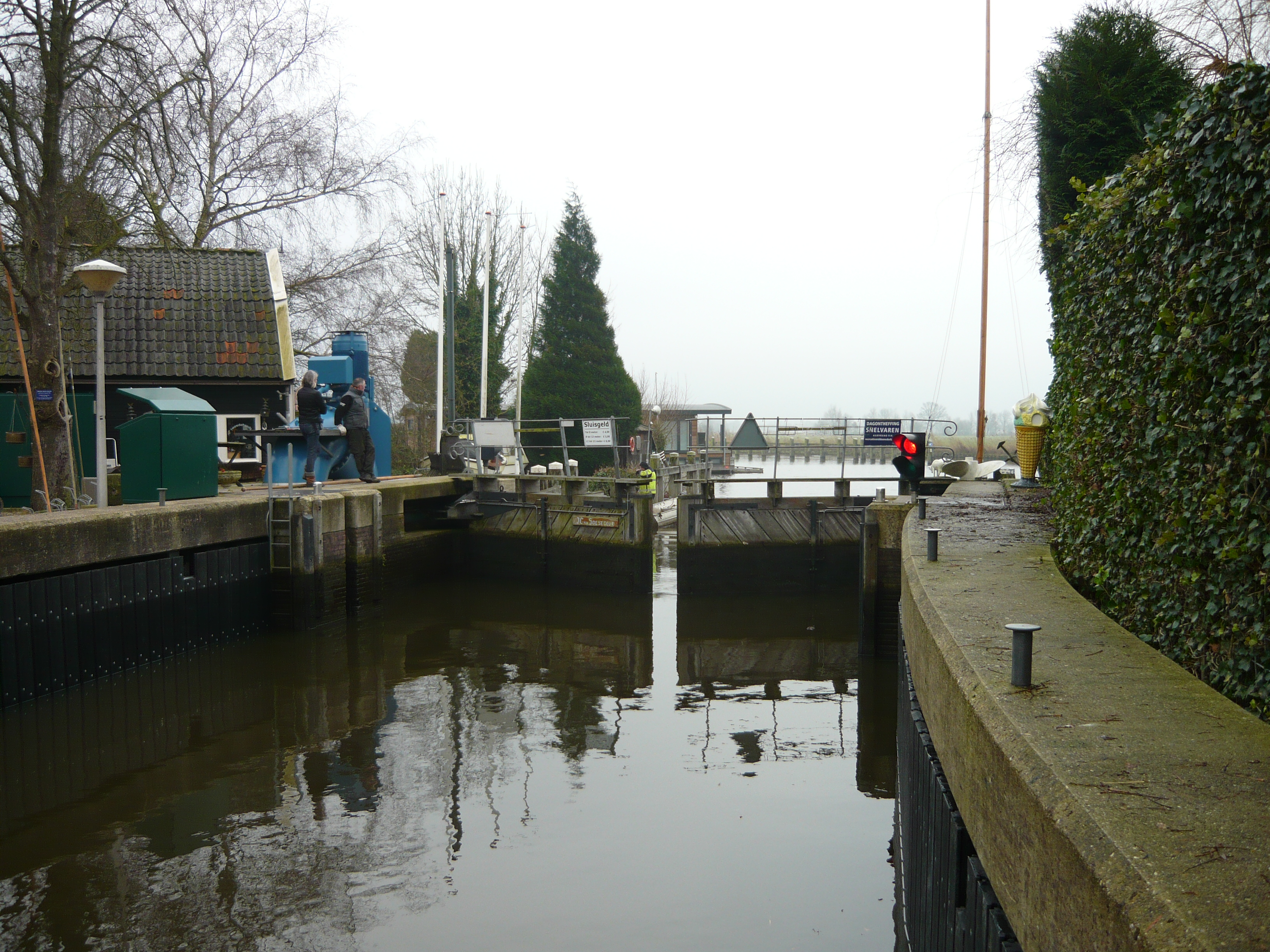
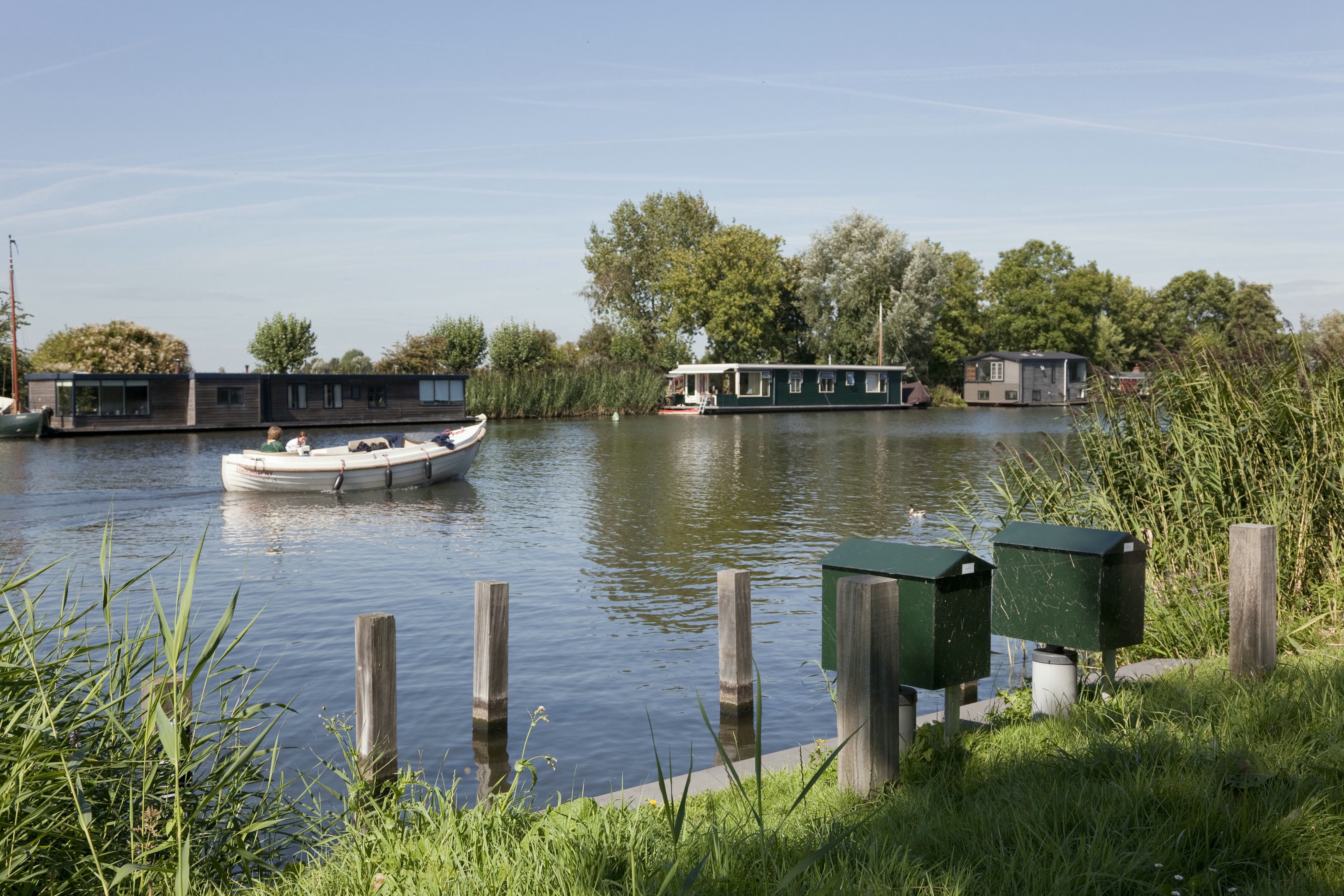

## Визначні мешканці
- Тьялінг Купманс (1910–1985) — економіст. Лауреат Нобелівської премії з економіки 1975
- Густав Леонгардт (1928-2012) — клавесинист, органіст, диригент, музикознавець і педагог